# سیو بروتن لوند
سیو بروتن لوند (انگلیسی: Siv Bråten Lunde؛ زادهٔ ۳۱ دسامبر ۱۹۶۰) ورزشکار اهل نروژ است.
او در طول حرفه خود پنج مدال در مسابقات جهانی کسب کرده‌است.
او در تیم نروژ که در رله‌های ۳ × ۵ کیلومتری در ۱۹۸۴، ۱۹۸۵، ۱۹۸۶ و ۱۹۸۷ مدال نقره و برنز کسب کرده بود،شرکت کرد. وی در مسابقات قهرمانی جهانی بیاتلون ۱۹۸۶ در فالون در ۱۰ کیلومتری انفرادی مدال نقره کسب کرد.

## جام جهانی
سی بروتن لوند در جام جهانی بیاتلون در فصل ۱۹۸۲/۸۳ دوم شد و در ۱۰ کیلومتری انفرادی مسابقات جهانی بیاتلون ۱۹۸۶ در فالون موفق به کسب مدال نقره شد.

## مسابقات کشوری
او شش بار قهرمان نروژ شد.

## زندگی شخصی
او در ۵ ژوئیه ۱۹۸۶ با اولا لوند ازدواج کرد.